# Jim Allen (cestista)
James Allen, detto Jim (Carthage, 29 dicembre 1955), è un ex cestista statunitense, professionista in Europa.
È il fratello di Floyd Allen.

## Palmarès
- Copa del Rey: 1

Saragozza: 1984